# Euphyia parinotata
Euphyia parinotata är en fjärilsart som beskrevs av Philipp Christoph Zeller 1872. Euphyia parinotata ingår i släktet Euphyia och familjen mätare. Inga underarter finns listade i Catalogue of Life.